# آرامگاه پیر بابا
آرمگاه پیر بابا مربوط به دوره معاصر است و در شهرستان تبریز، بخش، محله آخماقیه،
روستای کجوار قبرستان القلندیس واقع شده و این اثر در تاریخ ۲۸ اسفند ۱۳۸۵ با شمارهٔ ثبت ۱۸۹۱۴ به‌عنوان یکی از آثار ملی ایران به ثبت رسیده است.